# Christer Sabel
Crister Johan Birger Sabel, född 7 mars 1963, är en svensk före detta landslagsspelare i basket. Han har gjort 107 landskamper för Sveriges basketlandslag. Hans moderklubb är KFUM Nässjö.
Christer Sabel gjorde värnplikten i Eksjö på ING2 från 1982 till 1983.